# Masacre de Grabovica
La masacre de Grabovica se refiere al asesinato de al menos 33 habitantes de etnia croata de la aldea de Grabovica cerca de Jablanica por miembros de la novena Brigada del Ejército de la República de Bosnia y Herzegovina (ARBiH) y otros miembros no identificados de la ARBiH el 8 o 9 de septiembre de 1993. Algunas fuentes citan un mayor número de víctimas, pero estas nunca han sido corroboradas oficialmente.

## Antecedentes
Para llevar a cabo operaciones de combate en Herzegovina con el fin de levantar el bloqueo de Mostar por parte del HVO, unidades de la novena Brigada, la 10.ª Brigada y el segundo Batallón Independiente, todos ellos subordinados al primer Cuerpo del ARBiH, fueron enviados desde Sarajevo al sector de Jablanica durante la Operación Neretva '93 del ARBiH. Esta era la zona en la que se encontraba Grabovica y era en ese momento el área de responsabilidad del sexto Cuerpo. El Tribunal Penal Internacional para la ex Yugoslavia (TPIY) determinó que esas unidades se desplegaron en Herzegovina siguiendo una orden emitida por Sefer Halilovic.

## Asesinatos
Grabovica era un pueblo habitado por croatas. Había estado bajo el control de la ARBiH desde mayo de 1993 y la relación entre los residentes de Grabovica y los soldados de la ARBiH que estaban estacionados allí era buena y, como no había ningún otro alojamiento disponible para las tropas que llegaban, se suponía que estaban destinados con los habitantes del pueblo. La reputación de las tropas que llegaban de las Brigadas 9.ª y 10.ª era mala, debido a que había elementos "criminales e incontrolados" dentro de ellas. Según el TPIY, las pruebas demostraron que los miembros de ambas brigadas no sólo demostraron falta de disciplina, sino que también cometieron diferentes formas de malversación (robos, etc.) La Sala de Primera Instancia tomó nota a este respecto del testimonio del Comandante del primer Cuerpo, Vahid Karavelić, quien, aunque conocía las infracciones de disciplina y el comportamiento anterior de los miembros de estas brigadas, dijo que nunca se le había ocurrido que pudieran cometer atrocidades contra los civiles en Grabovica.
Con la llegada de la unidad de la novena Brigada comenzaron a producirse actos de violencia. Durante toda la noche del 8 de septiembre se oyeron disparos en el pueblo. El TPIY estableció que a primera hora de la tarde del 9 de septiembre, varios habitantes habían sido asesinados por miembros de las unidades de la ARBiH presentes en Grabovica en ese momento. La Sala de Primera Instancia del TPIY determinó que se había establecido más allá de toda duda razonable que 13 habitantes (Pero Marić, Dragica Marić, Ivan Zadro, Matija Zadro, Mladen Zadro, Ljubica Zadro, Mladenka Zadro, Josip Brekalo, Martin Marić, Živko Drežnjak, Ljuba Drežnjak, Ivan Mandić e Ilka Miletić), que no participaron activamente en las hostilidades, fueron asesinados por miembros de la novena Brigada y por miembros no identificados de la ARBiH el 8 o el 9 de septiembre de 1993. La Sala de Primera Instancia consideró que la Fiscalía no pudo probar más allá de toda duda razonable que 14 personas enumeradas en la acusación fueron asesinadas por miembros de la ARBiH en Grabovica en el momento relevante para el caso de Grabovica. La Sala de Primera Instancia observó que durante el juicio, seis de las presuntas víctimas enumeradas en la acusación fueron retiradas.

## Investigación
Después de que la información sobre los asesinatos llegara a Sarajevo, la ARBiH comenzó a investigar los crímenes cometidos. El Servicio de Seguridad del sexto Cuerpo, el Batallón de Policía Militar del sexto Cuerpo y la Policía Militar de la 44.ª Brigada, que se encontraba en Jablanica, participaron en la investigación de los sucesos de Grabovica. El Jefe de Seguridad del Estado Mayor de la ARBiH, Jusuf Jašarević, fue informado de los resultados de sus investigaciones. El TPIY consideró que, sobre la base de las pruebas, no se podía concluir que Sefer Halilović tuviera la capacidad material para castigar a los autores de los crímenes cometidos en Grabovica

## Juicio del TPIY
El comandante bosnio Sefer Halilović fue acusado por el TPIY sobre la base de la responsabilidad penal superior (artículo 7(3) del Estatuto del Tribunal) y acusado de un cargo de violación de las leyes y costumbres de la guerra (artículo 3 - asesinato). Tras examinar todas las pruebas que se le presentaron y a la luz de sus conclusiones fácticas, el TPIY consideró que la Fiscalía no pudo probar más allá de toda duda razonable que Halilović tuviera el control efectivo de las tropas en Grabovica los días 8 y 9 de septiembre de 1993. Pero el tribunal no dejó ninguna duda sobre el crimen de guerra cometido. Posteriormente, Halilović fue absuelto y se ordenó su liberación inmediata.

## Veredictos
En 2008, el Tribunal Supremo de la Federación de Bosnia y Herzegovina confirmó tres condenas judiciales locales de 13 años de prisión contra Nihad Vlahovljak, Sead Karagić y Haris Rajkić, ex soldados de la ARBiH por los crímenes cometidos en Grabovica. El Tribunal determinó que Vlahovljak ordenó los asesinatos y los otros dos ejecutaron las órdenes.

## Víctimas identificadas
- Josip Brekalo (* 1939)
- Luca Brekalo (* 1939), esposa de Josip Brekalo
- Pero Čuljak (* 1913)
- Matija Čuljak (* 1917), esposa de Pero Čuljak
- Andrija Drežnjak (* 1921)
- Mara Drežnjak (* 1921), esposa de Andrija Drežnjak
- Dragica Drežnjak (* 1953), hija de Andrija Drežnjak
- Živko Drežnjak (* 1933)
- Ljuba (llamada Ljubica) Drežnjak (* 1932), esposa de Živko Drežnjak
- Cvitan Lovrić (* 1936)
- Jela Lovrić (* 1940), esposa de Cvitan Lovrić
- Ivan Mandić (* 1935)
- Mara Mandić (* 1912), viuda
- Pero Marić (* 1914)
- Dragica Marić (* 1914), esposa de Pero Marić
- Ilka Marić (* 1921), viuda
- Marinko Marić (* 1941)
- Luca Marić (* 1944), esposa de Marinko Marić
- Marko Marić (* 1906)
- Matija Marić (* 1907), esposa de Marko Marić
- Martin Marić (* 1911)
- Ruža Marić (* 1935)
- Ruža Marić (* 1956)
- Ilka Miletić (* 1926)
- Anica Pranjić (* 1914), viuda
- Luca Prskalo (* 1939)
- Franjo Ravlić (* 1917)
- Ivan Šarić (* 1939)
- Ivan Zadro (* 1924)
- Matija Zadro (* 1923), esposa de Ivan Zadro
- Mladen Zadro (* 1956), hijo de Ivan y Matija Zadro
- Ljubica Zadro (* 1956), esposa de Mladen Zadro
- Mladenka Zadro (* 1989), hija de Mladen y Ljubica Zadro
- Mato Ljubic (* 1923)
- Kata Ljubic (* 1944)

### Libros
- Hoare, Marko Attila (2004). How Bosnia Armed. Saqi Books.
- Thomas, Nigel (2006). The Yugoslav Wars (2): Bosnia, Kosovo and Macedonia 1992–2001. Osprey Publishing Ltd. ISBN 9781841769646. Consultado el 15 de abril de 2013. (enlace roto disponible en Internet Archive; véase el historial, la primera versión y la última).
- Esta obra contiene una traducción  derivada de «Grabovica massacre» de Wikipedia en inglés, concretamente de esta versión, publicada por sus editores bajo la Licencia de documentación libre de GNU y la Licencia Creative Commons Atribución-CompartirIgual 4.0 Internacional.
- Esta obra contiene una traducción  derivada de «Massaker von Grabovica» de Wikipedia en alemán, concretamente de esta versión, publicada por sus editores bajo la Licencia de documentación libre de GNU y la Licencia Creative Commons Atribución-CompartirIgual 4.0 Internacional.

## Literatura
- Autorenkollektiv: . Hrsg.: Centre for Investigation and Documentation. Mostar 1999, 10.3.1. The Crime in the Village of Grabovica, S. 110–115.
- Centar za prikupljanje dokumentacije (Hrsg.): . Sarajevo 1997, Kronologija muslimanskog-hrvatskog sukoba u Bosni i Hercegovini (1992./1994.), S. 25 f.

## Enlaces web
- Stefan Schultz: Kriegstribunal: Freispruch für bosnischen General (Hamburger Abendblatt vom 16. November 2005). Aufgerufen am 22. September 2010.
- Friedrich Jäger: Das Internationale Tribunal über Kriegsverbrechen im ehemaligen Jugoslawien

- Datos: Q1907384